# Fisherman's Cove
Fisherman's Cove is een hotel-resort op de Seychellen. Het hotel is gelegen aan de noordkust van het eiland Mahé, in het district Bel Ombre. Het hotel beschikt over 68 kamers en suites. Daarnaast beschikt het complex over een tropische binnentuin en biedt het adembenemende uitzichten over de Indische Oceaan.

## Geschiedenis
Het hotel is het eerste hotel van de Seychellen en werd in 1943 gebouwd. Tegenwoordig maakt het hotel deel uit van de Starwood Hotels & Resorts Worldwide-groep, waar het deel uitmaakt van de, op Europese leest geschoeide hotelketen Le Méridien.
Het hotel is in 2004 volledig gerenoveerd.